# Kryvyj Rih
Kryvyj Rih (ukrajinsky Кривий Ріг, Kryvyj Rih; rusky Кривой Рог, Krivoj Rog) je průmyslové město na jižní Ukrajině. Leží v pahorkatině na soutoku řek Inhulec a Saksahaň v Dněpropetrovské oblasti; 140 km jihozápadně od Dnipra a 350 km jihovýchodně od Kyjeva. Žije zde přibližně 604 tisíc obyvatel a je tak osmým nejlidnatějším městem Ukrajiny a rozlohou jejím největším městem, jež není sídlem samostatné oblasti. Sídlí zde správa Kryvorižského rajónu, jehož je po administrativně-teritoriální reformě v červenci 2020 součástí. Samotné město je rozděleno na 7 městských rajónů.

## Název a dějiny

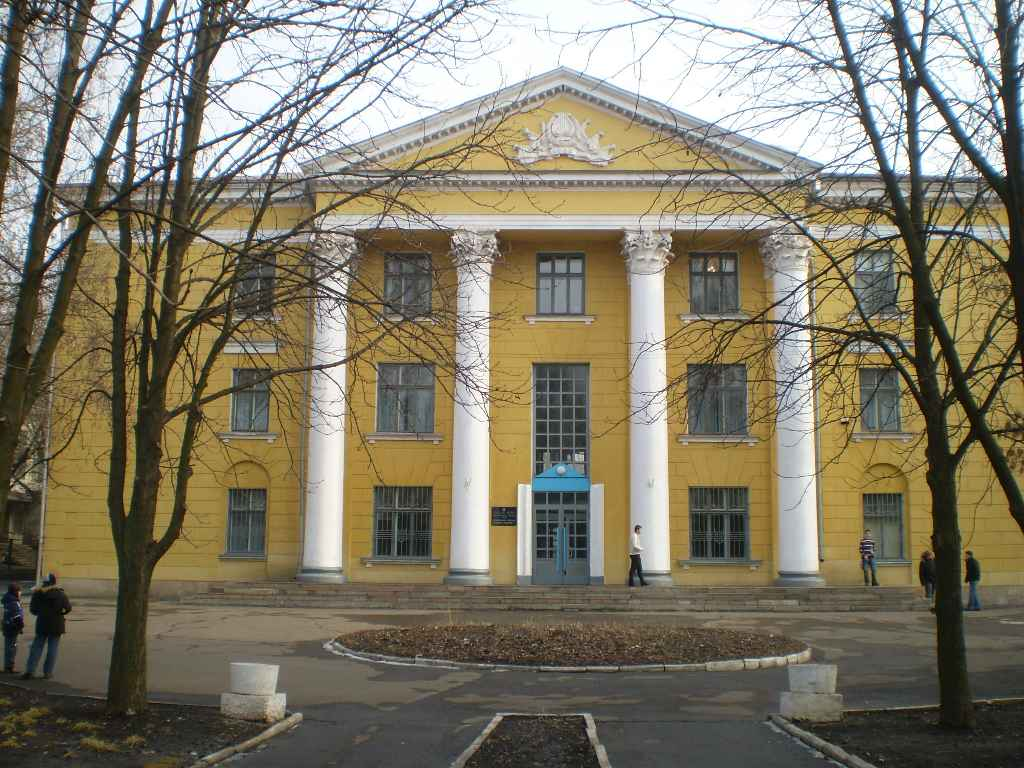
Kryvorižská konzervatoř je typickou ukázkou sovětské architektury

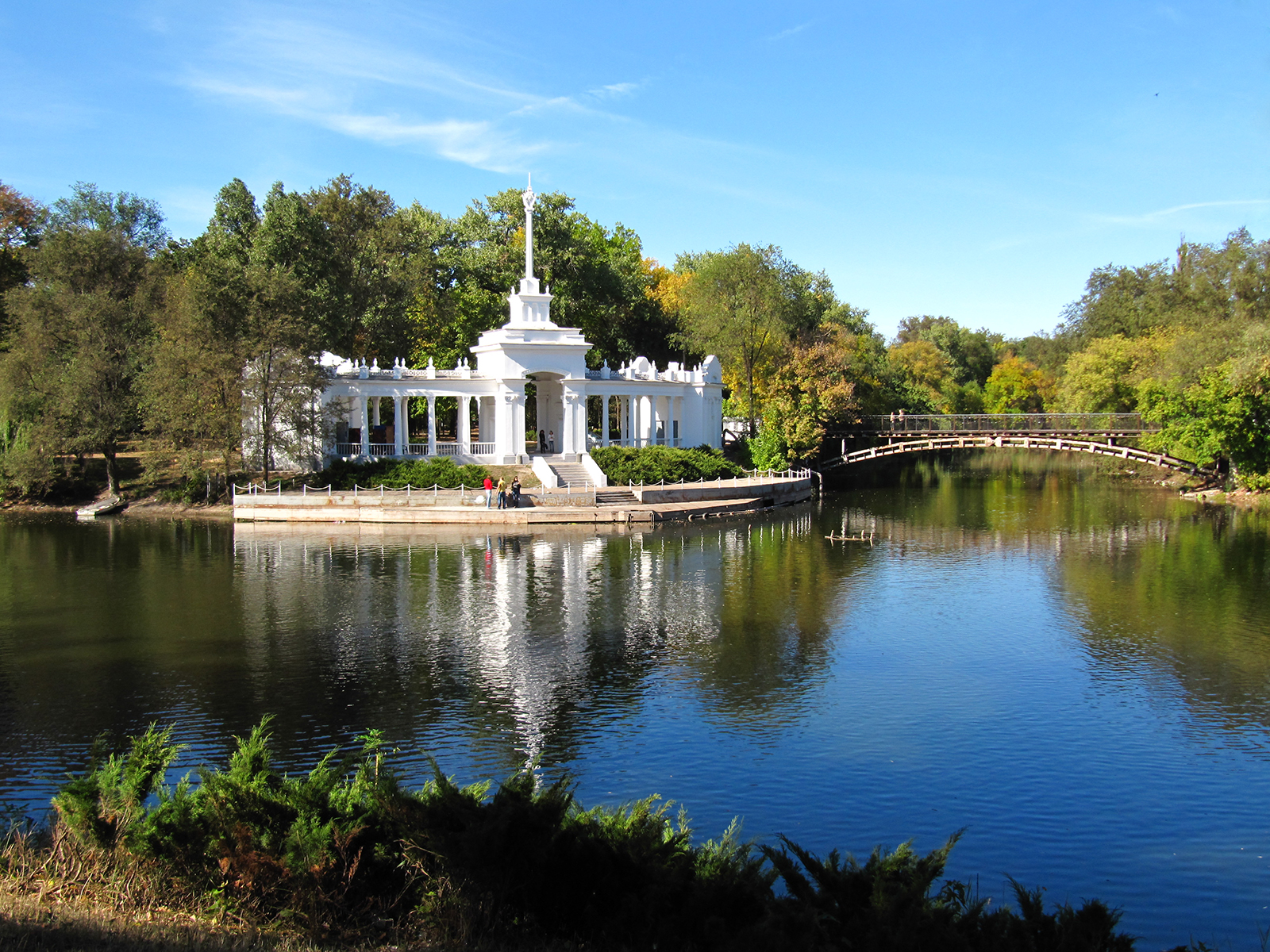
Přístaviště člunů na soutoku řek Inhulec a Saksahaň

Sídlo založili v 17. století záporožští kozáci. První písemná zmínka z roku 1775 uvádí místo jako poštovní stanici mezi Kremenčukem a Chersonem. K názvu se váže množství výkladů: Rih mělo být jméno jednookého kozáka, případně označovat mys na soutoku obou místních řek; kryvyj (krivoj) znamená „křivý“.
Status sídla (vesnice) získal Kryvyj Rih teprve roku 1857, avšak již roku 1860 byl povýšen na městys v rámci Chersonské gubernie. Přelom v dějinách sídla znamenal rok 1881, kdy se začalo s těžbou železné rudy; od počátku 20. století sídlo rychle rostlo. Městem je však oficiálně až od roku 1919 kdy se stal součástí nezávislé Ukrajiny. V době ruské občanské války a souvisejících konfliktů, včetně ukrajinské války za nezávislost, bylo město postupně kontrolováno různými zúčastněnými stranami a po jistou dobu bylo i jedním z center Machnova pokusu o anarchokomunistické zřízení. V lednu 1920 bylo město okupováno Rudou armádou a od roku 1922 se stalo součástí Ukrajinské sovětské socialistické republiky. Mezi léty 1941 a 1944 byl pak Kryvyj Roh okupován nacistickým Německem a při bojích těžce poničen.
V roce 1958 byla dokončena Karačunivská vodní nádrž na Inhulci, jejíž vodní plocha leží severozápadně od města a jež je pro město a jeho okolí zdrojem pitné vody.
Během ruské invaze na Ukrajinu vypálila 14. září 2022 ruská armáda na město osm raket. Ty zničily několik objektů městského vodovodu a poškodily hráz Karačunivské vodní nádrže severozápadně od města. Hladina řeky Inhulec pak stoupla o jeden metr a zaplavila několik ulic a přes 100 domů.
13. června 2023 ruský raketový útok na město zabil 6 a zranil nejméně 25 osob v troskách zasaženého pětipatrového domu, a poškodil civilní infastrukturu.

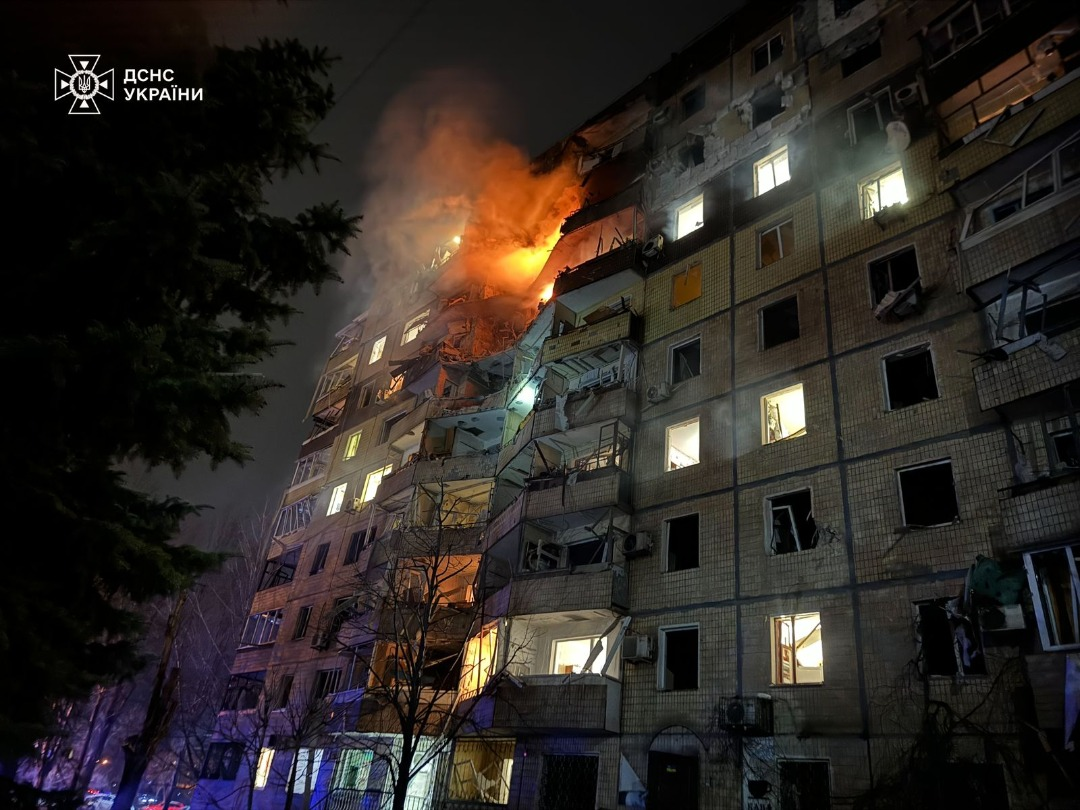
Obytný dům po ruském útoku 12. března 2024

Ruský raketový útok na město dne 12. března 2024 usmrtil 3 ženy a 1 muže. Dalších 49 osob utrpělo zranění, u 20 dospělých a 9 dětí tak vážná, že si vyžádala hospitalizaci. Během hospitalizace následkům útoku v noci 13. března podlehla další žena.

## Hospodářství
Kryvyj Rih je centrem tzv. Kryvbasu, jedné z velkých průmyslových oblastí Ukrajiny. Město je velké ocelářské a metalurgické centrum, zpracovávající železnou rudu, která se těží v okolí. Největším podnikem je slévárenský kombinát ArcelorMittal Kryvij Rih (do roku 2005 Kryvorižstal) s 30 000 zaměstnanci, jehož privatizace na počátku 21. století se stala předmětem politických sporů.

## Doprava
Páteř MHD tvoří od roku 1986 částečně podzemní rychlodráha s názvem Metrotram (lehké metro). Dále jsou v provozu běžné tramvaje, trolejbusy, autobusy a maršrutky. Město se nachází na dvou silnicích národního významu na Ukrajině: N-11 a N-23. Hlavní nádraží Kryvyj Rih Holovnyj leží 5 km východně od centra; blíže centru leží stanice Kryvyj Rih, je však méně využívána.
Od roku 1986 má městské letiště mezinárodní status. Nachází se 21 km severozápadně od centra města.

## Osobnosti
- Volodymyr Zelenskyj (* 1978), ukrajinský politik, od května 2019 úřadující prezident Ukrajiny
- Olena Zelenská (* 1978), ukrajinská scenáristka, první dáma Ukrajiny
- Aljona Bondarenková (* 1984), ukrajinská profesionální tenistka
- Kateryna Voloďková (* 1986), ukrajinská profesionální tenistka
- Mari Krajmbreri (* 1992), ruská zpěvačka